# Kim Gubser
Kim Gubser (* 17. Mai 2000 in Davos, Graubünden) ist ein Schweizer Freestyle-Skier. Er ist auf die Park- und Pipe-Disziplinen Big Air und Slopestyle spezialisiert. Bei den Weltmeisterschaften 2021 gewann er die Bronzemedaille im Big Air.

## Biografie
Kim Gubser begann mit dem alpinen Skilauf und brachte sich im Snowpark auf dem Jakobshorn erste Tricks bei. Nach einem Schnuppertraining beim Stützpunkt Davos beschloss er, sich dem Freeski zu widmen. Er besuchte das Sportinternat Engelberg.

### Jugend und Europacup
Gubser bestritt im Alter von 14 Jahren seinen ersten FIS-Slopestyle im Skigebiet Glacier 3000. Nach mehreren Top-10-Resultaten auf FIS-Ebene gab er Ende April 2016 in Silvaplana sein Europacup-Debüt. Mit Slopestyle-Rang fünf konnte er sich gleich im Spitzenfeld klassieren. Bei seinen ersten Juniorenweltmeisterschaften in Crans-Montana und Chiesa in Valmalenco startete er sowohl in der Halfpipe als auch im Slopestyle. Nach Rang acht in der Halfpipe belegte er in seiner Paradedisziplin Platz neun. Ein Jahr später feierte er in seinem Heimatort den ersten Europacupsieg im Big Air. Mit einem weiteren Sieg (Slopestyle in Livigno) schloss er beide Disziplinenwertungen unter den besten zehn ab. Bei den Juniorenweltmeisterschaften im folgenden August in Cardrona gewann er die Bronzemedaille im Slopestyle, nachdem er im Big Air Siebenter geworden war. In der Europacup-Saison 2018/19 gelangen ihm an denselben Orten wie im Vorwinter zwei weitere Siege in beiden Disziplinen.

### Weltcup und Grossereignisse
Am 14. Januar 2017 gab Kim Gubser im Slopestyle von Font-Romeu sein Debüt im Freestyle-Skiing-Weltcup. Seine erste Platzierung in den Punkterängen erreichte er zwei Wochen später mit Platz 15 auf der Seiser Alm. Bei seinen ersten Weltmeisterschaften in Park City belegte er die Ränge 14 und 18 in Big Air und Slopestyle. Sein erstes Weltcup-Spitzenergebnis schaffte er als Siebenter wenige Wochen später im Silvaplana-Slopestyle. In den beiden folgenden Saisons konnte er sich weiter steigern und gewann bei den Weltmeisterschaften 2021 in Aspen nach Slopestyle-Rang fünf Bronze im Big Air. Im Rahmen der Olympischen Winterspiele von Peking scheiterte Gubser im Big Air an der Finalqualifikation, schaffte diese aber im Slopestyle. Ein Antritt blieb ihm jedoch aufgrund einer bereits vor der Qualifikation erlittenen Oberschenkelverletzung verwehrt.

## Erfolge

### Olympische Spiele
- Peking 2022: 12. Slopestyle, 23. Big Air

### Weltmeisterschaften
- Park City 2019: 14. Big Air, 18. Slopestyle
- Aspen 2021: 3. Big Air, 5. Slopestyle
- Bakuriani 2023: 17. Slopestyle, 42. Big Air

### Weltcupwertungen
| Saison  | Gesamt | Gesamt | Big Air | Big Air | Slopestyle | Slopestyle | Park & Pipe | Park & Pipe |
| Saison  | Platz  | Punkte | Platz   | Punkte  | Platz      | Punkte     | Platz       | Punkte      |
| ------- | ------ | ------ | ------- | ------- | ---------- | ---------- | ----------- | ----------- |
| 2016/17 | 205.   | 3,2    | 66.     | 2       | 41.        | 16         | –           | –           |
| 2017/18 | 224.   | 3      | –       | –       | 50.        | 21         | –           | –           |
| 2018/19 | 51.    | 23     | 37.     | 13      | 12.        | 115        | –           | –           |
| 2019/20 | 128.   | 9,8    | 23.     | 49      | 26.        | 37         | –           | –           |
| 2020/21 | –      | –      | 4.      | 50      | 16.        | 46         | 12.         | 96          |
| 2021/22 | –      | –      | 17.     | 30      | 53.        | 11         | 65.         | 41          |
| 2022/23 | –      | –      | –       | –       | 28.        | 26         | 66.         | 26          |
| 2023/24 | –      | –      | 10.     | 99      | 22.        | 50         | 26.         | 141         |

### Juniorenweltmeisterschaften
- Crans-Montana/Chiesa in Valmalenco 2017: 8. Halfpipe, 9. Slopestyle
- Cardrona 2018: 3. Slopestyle, 7. Big Air

### Europacup
- Saison 2016/17: 8. Big-Air-Wertung
- Saison 2017/18: 2. Big-Air-Wertung, 6. Slopestyle-Wertung
- Saison 2018/19: 8. Big-Air-Wertung
- Saison 2019/20: 8. Big-Air-Wertung
- 7 Podestplätze, davon 4 Siege:

| Datum            | Ort     | Land    | Disziplin  |
| ---------------- | ------- | ------- | ---------- |
| 24. Februar 2018 | Davos   | Schweiz | Big Air    |
| 23. März 2018    | Livigno | Italien | Slopestyle |
| 22. Februar 2019 | Davos   | Schweiz | Big Air    |
| 25. März 2019    | Livigno | Italien | Slopestyle |

### Weitere Erfolge
- 1 Sieg in einem FIS-Wettkampf